# Hanns Sachs
Pour les articles homonymes, voir Sachs.
Hanns Sachs, né à Vienne le 10 janvier 1881 et mort à Boston le 10 janvier 1947 est un psychanalyste.

## Biographie

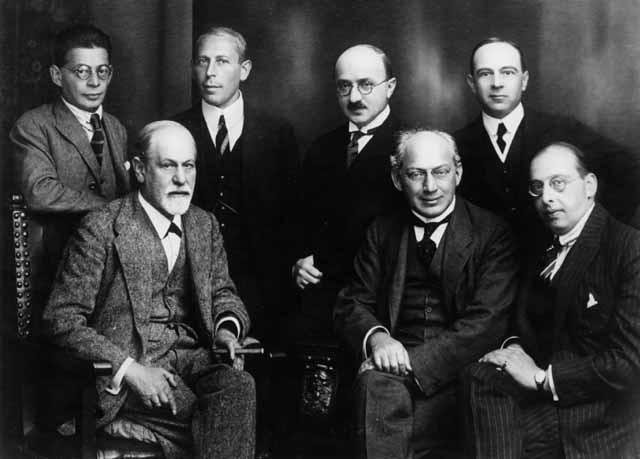
Le comité secret en 1922 : Rank, Freud, Abraham, Eitingon, Ferenczi, Jones et Sachs.

Avocat de formation, Hanns Sachs découvre Sigmund Freud par la lecture de L'interprétation des rêves en 1900 puis, en 1919 ; il abandonne sa carrière d'avocat et commence une carrière d'analyste à Berlin, où il s'installe en 1920. En 1932, il s'installe aux États-Unis, , tout en gardant une relation intime avec Freud. 
Il était proche de Freud et assistait aux réunions de la Société psychologique du Mercredi à laquelle il adhéra en 1910.Hanns Sachs est avocat de formation et exerce en tant que tel à Vienne quand il commence à s'intéresser à la psychopathologie et à fréquenter des cours à cet effet à l'Hôpital Général de cette ville  il apprend ainsi l'existence des cours donnés par Freud et les fréquente dès 1904. Peu après il se lie d'amitié avec Otto Rank et en 1909 il rend personnellement visite à Freud. Il lui demande alors son adhésion à la Société psychanalytique de Vienne. Il présente une communication au congrès psychanalytique de 1911 et dès 1912 il est coéditeur de la revue psychanalytique Imago.
Il est formateur à l'Institut psychanalytique de Berlin et a lui-même été le didacticien de Rudolph Loewenstein, Franz Alexander, Michael Balint, Erich Fromm notamment. Il appartient au Comité secret. Il émigre aux États-Unis en 1932 où il a pu exercer comme psychanalyste à Boston notamment, bien qu'il ne soit pas médecin.

## Ouvrages
- Freud, mon maître et mon ami (Freud et son temps),  Ed.: Denoël, 1977, (ASIN B0014MECUC)
- Bubi ou l'histoire de Caligula, Ed.: Grasset, (ASIN B0000DTWJO)

## Cinéma
En 1926, avec Karl Abraham il avait conseillé le metteur en scène Georg Wilhelm Pabst pour son film Les Mystères d'une âme sur l'entrée en maladie et la guérison par une cure psychanalytique d'un chimiste névrosé.